# خورخي غونزاليس (كاتب)
خورخي غونزاليس (بالإسبانية: Jorge González) (و. 1964  م) هو ملحن، وكاتب أغاني، ومغني من تشيلي، يستخدم آلات غيتار البيس، وقيثارة.

## جوائز
حصل على جوائز منها:
- نيشان بابلو نيرودا للاستحقاق الفني والثقافي [الإنجليزية]‏ (7 يناير 2017).

## روابط خارجية
- خورخي غونزاليس على موقع ميوزك برينز (الإنجليزية)
- خورخي غونزاليس على موقع ميوزك برينز (الإنجليزية)
- خورخي غونزاليس على موقع أول ميوزيك (الإنجليزية)
- خورخي غونزاليس على موقع ديسكوغز (الإنجليزية)